# 71. østlige længdekreds
Den 71. østlige længdekreds (eller 71 grader østlig længde) er en længdekreds, der ligger 71 grader øst for nulmeridianen. Den løber gennem Ishavet, Asien, det Indiske Ocean, det Sydlige Ishav og Antarktis.